# Francis Guy
Francis Guy (1885, data de morte desconhecida) foi um ciclista britânico. Representou o Reino Unido em dois eventos nos Jogos Olímpicos de 1912, em Estocolmo.